# Путилов, Александр Иванович
Алекса́ндр Ива́нович Пути́лов (21 апреля 1893, Радом — 8 декабря 1979, Москва) — советский авиаконструктор, профессор (1945).

## Биография
Александр Путилов родился 21 апреля 1893 года в городе Радом в Польше в семье офицера. Его отец, Иван Путилов, проходил военную службу в 7-й артиллерийской бригаде. В 1900 году он вышел в отставку в чине генерал-майора и поселился с семьёй в своем имении Тамбовской губернии Елатомского уезда при деревне Казановке, где и умер в 1920 году.
В 1910 году Путилов окончил 3-й Московский Кадетский корпус. Инженерное образование получил в Московском высшем техническом училище, которое окончил в 1920 году, механический факультет.
Участвовал в Комиссии по цельнометаллическому самолётостроению и стал одним из основателей НИИ ГВФ (1930). В 1931 году под руководством Путилова в институте, на базе авиамастерских Всероссийского общества «Добролёт», был построен первый отечественный цельнометаллический самолёт Сталь-2.
Принимал участие в создании первых самолётов А. Н. Туполева (АНТ-2, АНТ-3, АНТ-4, АНТ-5, АНТ-6).
Под руководством Путилова в конструировании самолёта АНТ-5 — истребителя И-4 — с 1925 года начинал свою деятельность в авиастроении инженер-конструктор Павел Сухой.
С 1932 года Путилов возглавлял опытно-конструкторское бюро на Тушинском авиазаводе, где под его руководством созданы серийные пассажирские самолёты из нержавеющей стали Сталь-3 (1933) и Сталь-11 (1937).
В 1938−1940 годах был репрессирован, в заключении работал в ЦКБ-29 НКВД в бригаде В. М. Петлякова. Затем находился на конструкторской работе на других заводах.
С 1943 года преподавал в Военно-воздушной инженерной академии имени Н. Е. Жуковского.
В 1952 был вновь необоснованно репрессирован, в заключении был до 1955 года. С 1955 года — на конструкторской работе в опытно-конструкторском бюро А. Н. Туполева. Там он организовал и возглавил филиал ОКБ на авиазаводе № 18 (Куйбышев).
Принимал участие в разработке Ту-95ЛЛ, Ту-126, Ту-128УТ.

## Награды и звания
- орден Ленина (7 декабря 1931) — за успехи, достигнутые в области гражданского самолётостроения, выразившиеся в постройке самолёта целиком из нержавеющей стали с применением электросварки и обеспечивающие значительное упрощение производства самолётов и замену дорогостоящего дюралюминия сталью
- орден Отечественной войны 2‑й степени (1945)
- орден Трудового Красного Знамени (1971)
- орден Красной Звезды (1940)
- медали
- Заслуженный деятель науки и техники РСФСР (1972).

## Известные работы
- АНТ-2
- АНТ-3 «Пролетарий»
- АНТ-4 «Страна Советов»
- АНТ-5 / истребитель И-4
- АНТ-6 / тяжелый бомбардировщик ТБ-3
- Сталь-2
- Сталь-3
- Сталь-5
- Сталь-11